# Агранович, Михаил Леонидович
Михаи́л Леони́дович Аграно́вич (род. 8 сентября 1946, Москва) — советский и российский кинооператор, режиссёр, педагог. Заслуженный деятель искусств РСФСР (1992), лауреат Государственной премии РСФСР им. братьев Васильевых (1989).

## Биография
Родился 8 сентября 1946 года в Москве в семье сценариста и режиссёра Леонида Аграновича.
Окончил кинооператорский факультет ВГИКа в 1970 году (мастерская Александра Гальперина). С 1975 года — на киностудии «Мосфильм». Снял более тридцати фильмов, работал с Михаилом Швейцером, Тенгизом Абуладзе, Глебом Панфиловым, в 1995 году — с польским режиссёром Ежи Кавалеровичем.
Неоднократно удостаивался профессиональных призов и наград. «Покаяние» и «Мать» получили специальные призы жюри МКФ в Каннах.
В 2000 году вышел фильм «Приходи на меня посмотреть», снятый в качестве режиссёра совместно с Олегом Янковским.
Преподаёт на кинооператорском факультете во ВГИКе, где руководит мастерской. С 2015 года — заведующий кафедрой операторского мастерства.
В 2011 году был председателем жюри фестиваля «Окно в Европу» в Выборге.

## Семья
- Первая жена — Эмилия Григорьевна Кулик (род. 1936), диктор Всесоюзного радио;
  - Сын — Алексей (род. 1970), режиссёр[5].
- Вторая жена — Лидия Федосеева-Шукшина (род. 1938)[6].
- Третья жена — Алла Агранович (род. 1963), режиссёр и сценарист документального кино;
  - Дочь — Мария (род. 1989), ныне режиссёр[7].

## Фильмография

### Оператор
- 1976 — Трын-трава
- 1977 — Рудин
- 1977 — Смешные люди!
- 1979 — Маленькие трагедии
- 1980 — Три года
- 1982 — Ищите женщину
- 1982 — Падение Кондора
- 1983 — Срок давности
- 1984 — Покаяние
- 1984 — Выигрыш одинокого коммерсанта
- 1985 — Змеелов
- 1986 — Воительница
- 1987 — Крейцерова соната
- 1990 — Мать
- 1990 — Чернов/Chernov
- 1990 — Испанская актриса для русского министра
- 1992 — Золото
- 1993 — Плащ Казановы
- 1994 — Джонатан — друг медведей
- 1995 — За что?
- 1996 — Шаман
- 1996 — Карьера Артуро Уи. Новая версия
- 1996 — Ревизор
- 1999 — Затворник
- 2000 — Романовы. Венценосная семья
- 2000 — Приходи на меня посмотреть
- 2003 — Фото
- 2005 — Теневой партнёр
- 2006 — В круге первом
- 2008 — Без вины виноватые
- 2009 — Какраки
- 2010 — Про любоff
- 2014 — Зимы не будет
- 2014 — Дедушка твоей мечты
- 2017 — Карп отмороженный
- 2019 — Сестрёнка
- 2021 — Иван Денисович (совместно с М. Хасая)
- 2023 — Катя-Катя

### Режиссёр
- 2000 — Приходи на меня посмотреть

## Призы и награды
- 1988 — Премия «Ника» в номинации Лучшая операторская работа за фильм «Покаяние».
- 1989 — Государственная премия РСФСР имени братьев Васильевых за фильм «Крейцерова соната».
- 1992 — Заслуженный деятель искусств РСФСР (8 января 1992) — за заслуги в области киноискусства[8].
- 2001 — I МКФ «goEast» в Висбадене — диплом жюри за фильм «Приходи на меня посмотреть».
- 2001 — Приз «За дебют» II Международный телекинофорум «Вместе» — за фильм «Приходи на меня посмотреть»[9]
- 2001 — VIII МКФ стран СНГ и Балтии «Листопад» — Гран-при «Золотой кленовый лист» и специальный приз «За сохранение и развитие традиций духовности в киноискусстве» за фильм «Приходи на меня посмотреть».
- 2001 — I Фестиваль-смотр российских фильмов «Любить по-русски» — «Лучшая режиссёрская работа» за фильм «Приходи на меня посмотреть».
- 2004 — МКФ «Любовь — сумасшествие» (София, Болгария) — Спецприз жюри за фильм «Приходи на меня посмотреть».
- 2006 — Премия «ТЭФИ» в номинации Оператор телевизионного художественного фильма/сериала за сериал «В круге первом»[10].
- 2018 — Фестиваль «Виват кино России». «Лучшая операторская работа» за фильм «Карп отмороженный».
- 2019 — Орден Дружбы (6 декабря 2019) — за большой вклад в развитие отечественной культуры и искусства, многолетнюю плодотворную деятельность[11]
- 2020 — Премия «Белый квадрат» за лучшую операторскую работу в полнометражном художественном фильме за фильм «Сестрёнка»[12][13][14].
- 2021 — Премия «Белый квадрат». Специальная номинация имени Сергея Урусевского «За вклад в операторское искусство»[15].